# SNCF BB 9600 sorozat

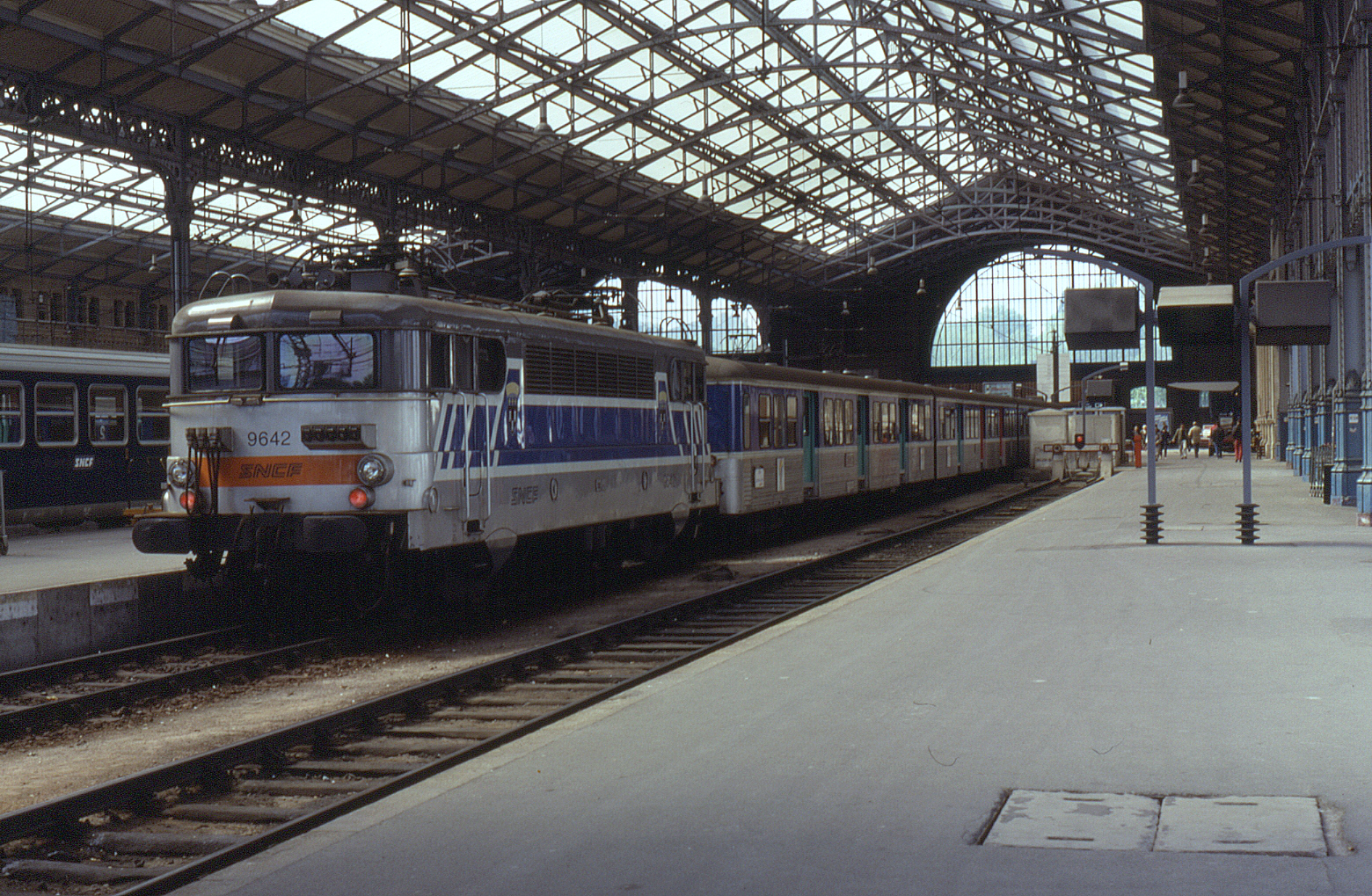
A mozdony a TER Cenre festéssel

Az SNCF BB 9600 sorozat egy francia villanymozdony-sorozat volt, amelyet az SNCF egyenáramú hálózatán használtak 1,5 kV-os feszültséggel. A mozdonyok az SNCF BB 9400 sorozatból átalakítva készültek 1990 és 1994 között az ingavonatok vontatására. A mozdonyokból 42 példányt alakítottak át, és ebben a formában 2007-ig álltak szolgálatban.

## Története
Amikor az 1990-es évek elején Franciaországban felmerült az ötlet, hogy az RRR-vonatokat mozdonnyal kiegészítve ingavonatként használjanak a könnyű regionális forgalomban, megfelelő mozdonyokat kellett keresni a feladathoz. Eredetileg az SNCF BB 8500 sorozat vette volna át ezeket a szolgáltatásokat. Mivel ezt a mozdonyt inkább teherszállításra szánták, az SNCF úgy döntött, hogy a BB 9400-as sorozat 42 mozdonyát alakítja át erre a szolgálatra. Az átalakító műhelynek a Béziers-i javítóműhelyt választották, és a donor sorozat legjobb állapotban lévő példányait választották ki az átalakításra. 1991 augusztusában átadták az első elővárosi szolgálatra szánt mozdonyt, a BB 9601-et, amely első útját Avignonból Carcassonne-ba és vissza tette meg a vonalon.
Az átépítés során a mozdony mechanikai részét lényegében változatlanul hagyták, csak a végsebességet növelték 140 km/h-ra. A mozdony elektromos berendezéseit teljesen újratervezték; a hagyományos ellenállásos vezérlés helyett az átépített mozdonyokat PLC vezérlőrendszerrel irányították. A mozdony kapott egy ingavonati vonatbefolyásoló rendszert is, és a mozdonyok vezetőfülkéje is teljesen megújult. 60 tonnáról 67 tonnára nőtt az üzemi tömeg a villamos berendezések áttervezése miatt. Az átalakításra kiválasztott mozdonyok többsége olyan mozdony volt, amely a tetőformájú kis blokkokra elhelyezett egykarú áramszedővel rendelkezett. Néhány járművet keretre szerelt egykaros áramszedővel is használtak, amelyeknél a BB 9617-eshez hasonlóan új kialakítású áramszedőtartót választottak. A BB 9601-9640-es mozdonyokat betonszürke tetővel és karosszériával festették, sárga szegélyvonalakkal és sötétszürke ablakszalaggal. Az utolsó leszállított BB 9641/9642-esek más festést kaptak, a TGV Atlantique mintájára, a Tours és Saint-Pierre-des-Corps között közlekedő ingavonatok kiszolgálására szánták őket.
A mozdonyok mintegy tíz éven át szolgáltak ingavonatokkal, például a Tours-Saint-Pierre-des-Corps, Lyon-Avignon, Lyon-Ambérieux, Lyon-St-Etienne, Lyon-Nîmes, Neussargues-Béziers vagy Perpignan-Villefranche vonalakon. Használatuk nem mindig ment zökkenőmentesen; a vonatok fűtésével is voltak problémák. A mozdonyokat Avignon, Tours-Saint-Pierre és Vénissieux telepeken használták. Az ingavonatokat az üzemeltetési útvonalakon motorvonatok váltották fel, először az SNCF Z 5300 sorozat, később az SNCF Z 23500 sorozat. 2000-től az első járműveket kivonták a forgalomból, 2008-ig pedig az összeset nyugdíjazták.